# Stefanny Navarro
Stefanny Navarro (Bogotá, Colombia, 7 de mayo de 1998) es una deportista española de origen colombiano que compite en parkour.
Ganó una medalla de plata en el Campeonato Mundial de Parkour de 2022, en la prueba de velocidad. Además, obtuvo el primer puesto en dos pruebas de la Copa del Mundo de 2019, en Montpellier y Budapest.
Nació en Colombia, pero desde los cuatro años vive en España, donde reside en la ciudad de Albacete. Se graduó en Ciencias del Deporte, y aparte de la competición, trabaja en un gimnasio como entrenadora.

## Palmarés internacional
| Campeonato Mundial | Campeonato Mundial | Campeonato Mundial | Campeonato Mundial |
| Año                | Lugar              | Medalla            | Prueba             |
| ------------------ | ------------------ | ------------------ | ------------------ |
| 2022               | Tokio (Japón)      | Medalla de plata   | Velocidad          |